# Fraticelli
Con el nombre de fraticelli se nombra a varias sectas de herejes de la Edad Media que aparecieron en los siglos XIV y XV que deben su origen a los franciscanos espirituales que se rebelaron contra las disposiciones y declaraciones del papa Juan XXII referentes a la pobreza franciscana. Hay que distinguirlos de los espirituales, que les precedieron hasta 1318, aunque tuvieran ideas comunes. La diferenciación entre los últimos espirituales, los fraticelli y otros grupos de herejes es difícil, pues se relacionaron, aunque organizativamente no estuvieran conectados entre ellos, con los apostólicos, los miguelistas, los begardos, las beguinas, los dulcinistas, los joaquinitas y los fratres de opinione.
Los fraticelli llevaron sus ideas hasta el extremo, especialmente las referentes a la pobreza, la absoluta intangibilidad de la Regla de la primera orden franciscana, siguiendo además las ideas joaquinistas. Por influjo de los neomaniqueos, los fraticelli aceptaron la idea de las dos Iglesias, una espiritual o verdadera y otra carnal (esta sería la católica, jerárquica y jurídica), llegando a negar la validez de los sacramentos, a causa de su elemento material y porque se administraban por clero ilegítimo (autorizado por la jerarquía «romana»). Finalmente, adoptaron o los acusaron de realizar aberraciones morales en materia de castidad.
Estos grupos de herejes proclamaban el fin del verdadero pontificado (papado) romano, al considerar a Juan XXII y sus sucesores como herejes.
Se difundieron especialmente en Italia, de donde pasaron, perseguidos por la Inquisición, a España y Grecia. En el siglo XV se aliaron también con los husitas bohemios. 
Trabajaron y escribieron contra ellos, a menudo por autorización pontificia, Andrea Ricci de Florencia, Juan de Capistrano, Jaime de la Marca, Antonino de Florencia y Giovanni de Celle.